# Gazeta.pl
Gazeta.pl ist neben Tuba.pl eines der beiden großen Internetportale (eigentlich Internetportalfamilie) der Agora-Mediengruppe. Beide Portale verwenden dasselbe Content-Management-System, sind aber mit eigenen Redaktionen voneinander unabhängig. Während Tuba die Schwerpunkte auf Unterhaltung und Medienstreaming setzt, deckt Gazeta.pl zusammen mit ergänzenden Webpräsenzen ein umfassendes Nachrichtenangebot in polnischer Sprache ab.
Gazeta.pl liegt Mitte 2025 auf Platz 9 aller Websites in Polen. Im Jahr 2001 erreichte das Portal je nach Zählweise die Plätze drei bis sechs aller in Polen aufgerufenen Websites mit einer Reichweite von 64 Prozent, zusammen mit den abhängigen Websites etwas mehr.

## Profil
Auf den von Gazeta.pl betreuten Websites werden Informationen zu den Themen Sport, Unterhaltung, Gesundheit, Frauen, Technik, Arbeit, Geld, Wirtschaft, Film, Musik und Automobile angeboten. Einige dieser Bereiche wurden erst einige Jahre nach dem Start des Hauptportals aufgebaut, um die wichtigsten Meldungen im Hauptportal um tiefergehende Nachrichten und Hintergrundinformationen zu ergänzen. Hinzu kommen Radio- und Fernsehprogramme mit ergänzendem Hintergrund, Veranstaltungskalender, Blogs und Foren. Außerdem stehen lokale Nachrichten und Dienstleistungen für 26 Städte über Subdomains von Gazeta.pl zur Verfügung.

## Abhängige Portale und Dienste

### Gazeta.tv bzw. wideo.gazeta.pl
Mit Gazeta.tv (eine Weiterleitung auf wideo.gazeta.pl) steht ein eigenes Video-on-Demand-Portal zur Verfügung, das, im Auftritt YouTube ähnlich, Nachrichten nach Sparten oder anderen Sortierungen anbietet. Die Beiträge werden von einem eigenen Reporterteam erstellt. Das Portal steht auch für Smart-TV nach dem Samsung-Standard zur Verfügung. Mobile Plattformen werden über das Portal m.Gazeta.pl bedient, es steht auch eine Anwendung für iPhone zur Verfügung. Die Benutzung ist kostenlos.

### Kinoplex.gazeta.pl
Auf der Website Kinoplex.pl stehen Kino- und Fernsehfilme auf Abruf zur Verfügung. Die Nutzung setzt Windows oder Mac OS mit installiertem Silverlight-Plugin und die Nutzung unterstützter Browser voraus. Über Geotargeting wird sichergestellt, dass die Lizenzen auf Polen beschränkt bleiben. Die Bezahlung ist online oder per SMS möglich. Die Bildqualität der mit DRM kopiergeschützten Filme wird automatisch der verfügbaren Internetverbindung (ab 1 Mb/s) angepasst.

### Sonstige Angebote
| Portale - Gazetadom.pl – Datenbank- und Nachrichtenportal für Immobilien - Sport.pl – Sportportal - Moto.pl – Fahrzeugportal (mit Testberichten, Fahrzeugdatenbank, Ratgeber, Motorsport etc.) - Autotrader.pl – Anzeigenportal von Moto.pl - eDziecko.pl – Portal für Kinder und Eltern - Plotek.pl – Boulevard-Portal - Lula.pl – Mode-, Trend- und Lifestyleportal - GazetaPraca.pl – Stellenportal mit Datenbank zur Stellensuche - Domiporta.pl – Kleinanzeigenportal - Edulandia.pl – Pädagogik, Erziehung und Bildung - Ugotuj.to – Küche, Kochen, Ausgehen (Rezepte, Restaurantführer etc.) - Domosfera.pl – Portal für Wohnen und Einrichten - okazje.info.pl – Datenbank für Schnäppchen und sonstige Angebote | Subdomains unterhalb von Gazeta.pl - Pogoda.Gazeta.pl – Wetter - Technologie.Gazeta.pl – Technik und Technikrelevantes - Kobieta.Gazeta.pl – Portal für Frauen, Beziehungen und Liebe/Sex - horoskopy.gazeta.pl – Horoskope - tv.gazeta.pl – Fernsehprogramm mit individualisierbaren Zeitleisten - Wiadomosci.gazeta.pl – Nachrichten - Kultura.gazeta.pl – Kultur (mit Kritik, Veranstaltungskalender, Hintergrund etc.) - Pieniadze.gazeta.pl – Informations- und Ratgeberportal rund um Geldanlagen - Podroze.gazeta.pl – Reise- und Urlaubsportal (mit Forum z. B. für Bewertungen) - Zdrowie.gazeta.pl – Gesundheitsportal (u. a. mit Forschung, Schönheit, Videobereich, Medizin-Enzyklopädie) - Regionale Portale wie z. B. Krakow.Gazeta.pl, Warszawa.Gazeta.pl oder Wroclaw.Gazeta.pl etc. | Sonstiges - PayPer.pl und AdTaily.com – Die hauseigene Werbeagentur zur Vermarktung von Online-Werbung - Gazeta.pl fungiert auch als E-Mailprovider mit Adressen in der Form <name>@gazeta.pl - Über das Portal von Gazeta.pl sind weitere Portale verlinkt, die eigenständige Redaktionen betreiben, wie etwa Wyborcza.pl, die Website der gleichnamigen Tageszeitung, gemeinschaftlich gestaltete Portale wie z. B. Wyborcza.biz (Wirtschaftsnachrichten). Auch die Websites der Magazine, Radiosender und sonstigen Medien der Agora-Gruppe werden verlinkt. |